# Delta Leny

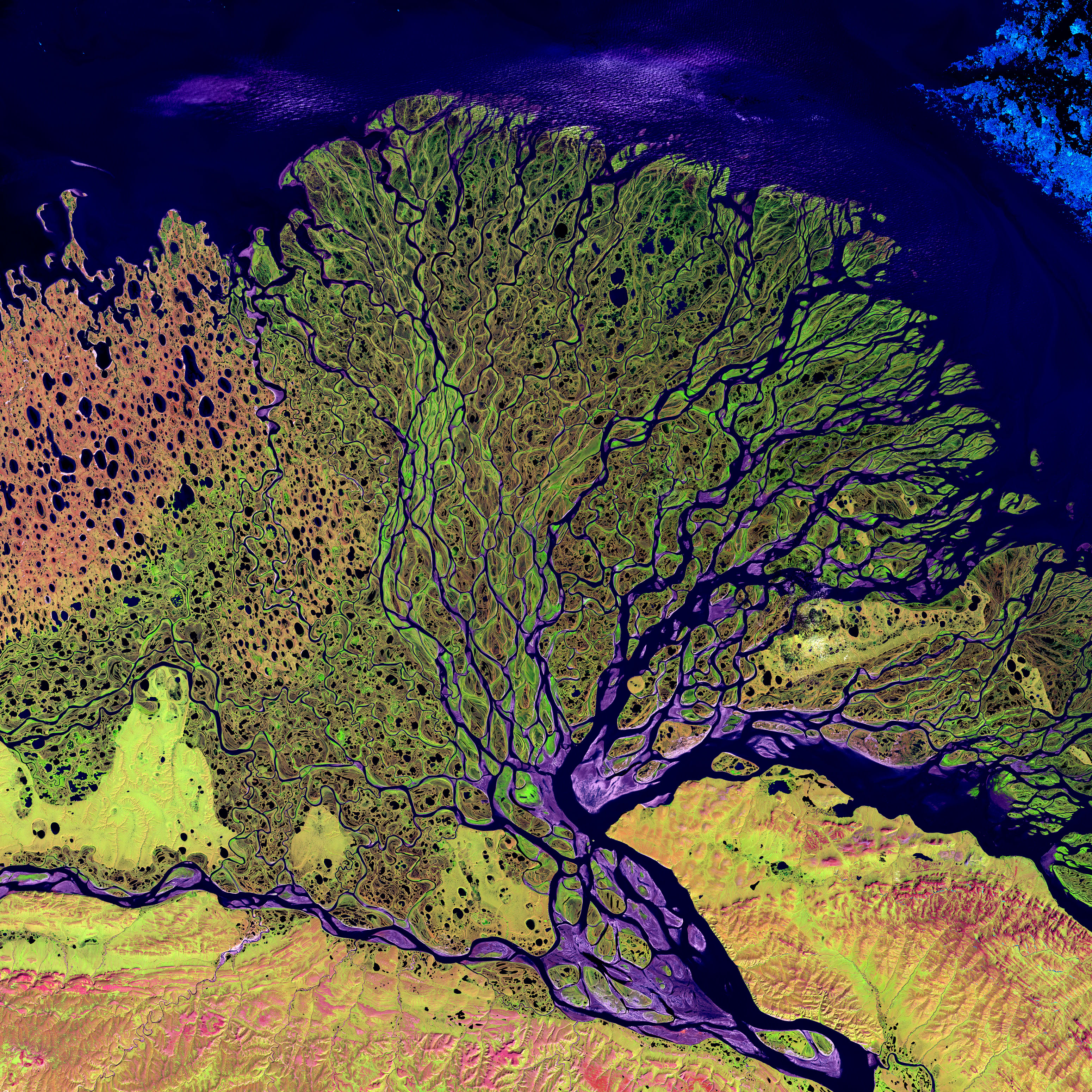
Satelitní fotografie delty Leny

Říční delta Leny je přírodní rezervace v Ruské federaci v republice Sacha na severu Sibiře.
Jedná se o oblast o rozloze 60 527 km² (samotná delta má rozlohu kolem 30 000 km²) u pobřeží moře Laptěvů patřícímu do Severního ledového oceánu. Jedná se o jednu z největších říčních delt na světě. Má přibližně 150 ramen. Ačkoliv je delta Leny největší deltou s trvale zamrzlou spodní vrstvou půdy (permafrostem), do dolního toku řeky se stále smývá velké množství jílu a bahna, což znamená, že delta stále mění svůj tvar.
Lena je 6 až 8 měsíců v roce zamrzlá, ale v letním období je vodní doprava možná od města Usť-Kut až k deltě.
Mezi zde sídlící ptáky patří labutě, potáplice, bahňáci a rackovití.
Největší město v oblasti je Tiksi.